# 古川郵便局
古川郵便局（ふるかわゆうびんきょく）
- 福岡県筑後市にある郵便局。局番号は74275。
- 宮城県大崎市にある郵便局。本記事にて記述。

古川簡易郵便局（ふるかわかんいゆうびんきょく）
- 北海道函館市にある簡易郵便局。局番号は94715。

古川郵便局（ふるかわゆうびんきょく）は宮城県大崎市古川駅前大通五丁目にある郵便局。民営化前の分類では集配普通郵便局であった。

## 概要
住所：〒989-6199 宮城県大崎市古川駅前大通五丁目3番3号
住所は「古川駅前大通」となっているが、やや駅からは離れて所在する。

### 出張所（局外設置ATM）
民営化後は、すべてゆうちょ銀行仙台支店の管轄となった。
- イオン古川店内出張所（ATMホリデーサービス実施）
- ロックショッピングタウン古川内出張所（ATMホリデーサービス実施）

## 沿革
- 1872年（明治5年）旧7月 - 古川郵便取扱所として開設[1]。
- 1873年（明治6年） - 古川郵便役所となる。
- 1875年（明治8年）1月1日 - 古川郵便局（四等）となる。同年、為替取扱を開始。
- 1879年（明治12年） - 貯金取扱を開始。
- 1889年（明治22年）9月1日 - 古川郵便電信局となる。
- 1903年（明治36年）4月1日 - 通信官署官制の施行に伴い古川郵便局となる。
- 1949年（昭和24年）6月1日 - 逓信省が郵政省と電気通信省に分割するのに伴って、古川郵便局と古川電報電話局に分割[2]。
- 1955年（昭和30年）11月1日 - 敷玉郵便局から集配業務を移管[3]。
- 1956年（昭和31年）9月1日 - 電話通話および和文電報受付事務の取扱を開始。
- 1960年（昭和35年）11月1日 - 西古川駅前郵便局から集配業務を移管。
- 1982年（昭和57年）3月1日 - 荒谷郵便局から集配業務を移管。
- 1992年（平成4年）8月3日 - 外国通貨の両替および旅行小切手の売買に関する業務取扱を開始。
- 2007年（平成19年）10月1日 - 民営化に伴い、併設された郵便事業古川支店に一部業務を移管。
- 2012年（平成24年）10月1日 - 日本郵便株式会社の発足に伴い、郵便事業古川支店を古川郵便局に統合。

## 取扱内容
- 郵便、印紙、ゆうパック、内容証明
- 貯金、為替、振替、振込、国際送金、外貨両替、国債、投資信託
- 生命保険、バイク自賠責保険、自動車保険
- ゆうちょ銀行ATM（振替機能対応・ホリデーサービス実施）
- 大崎市内の一部地域（〒989-61xx、-62xx）の集配業務
- ゆうゆう窓口

## 周辺
- 宮城誠真短期大学・大崎中央高等学校
- 宮城県古川工業高等学校
- シネマ・リオーネ古川
- 国道108号
- 江合川

## アクセス
- JR東北新幹線・陸羽東線 古川駅から徒歩約13分
- ミヤコーバス 北町一丁目停留所下車
- 東北自動車道 古川ICから南東へ約3km
- 駐車場あり：15台